# Skálarfjall (berg i Island, Austurland)
Skálarfjall är ett berg i republiken Island. Det ligger i regionen Austurland, 300 km öster om huvudstaden Reykjavík. Toppen på Skálarfjall är 777 meter över havet, eller 94 meter över den omgivande terrängen. Bredden vid basen är 3,1 km.
Trakten runt Skálarfjall är nära nog obefolkad, med mindre än två invånare per kvadratkilometer. Det finns inga samhällen i närheten. Trakten runt Skálarfjall består i huvudsak av gräsmarker.